# Staurastrum mucronatum
Staurastrum mucronatum là một loài Song tinh tảo trong họ Desmidiaceae, thuộc chi Staurastrum.